# 两岸互赠保育类动物

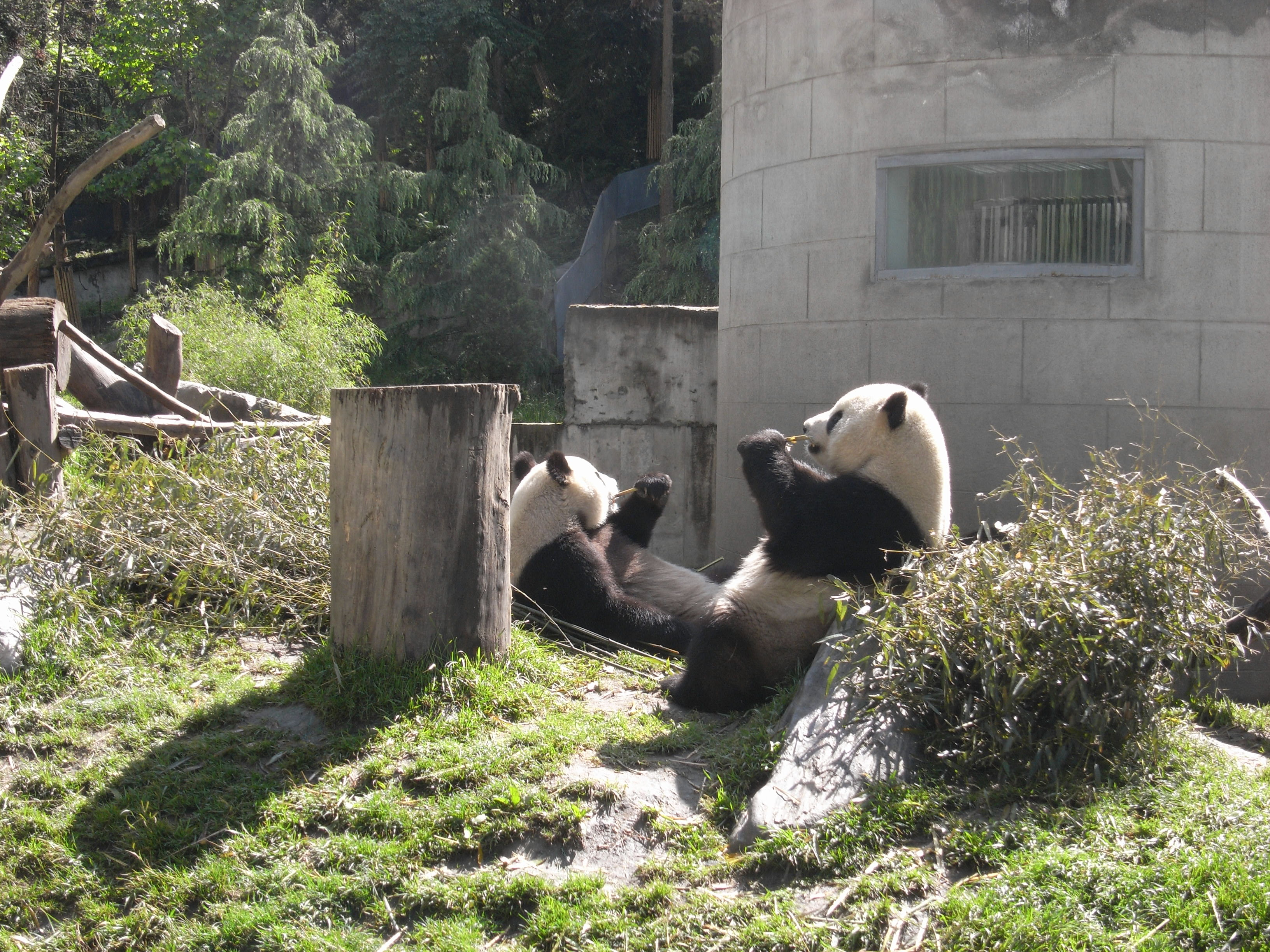
團團和圓圓

中國大陸赠送台灣大熊猫，简称赠台大熊猫，是描述于2008年12月23日中國大陸赠送一对大熊猫给台湾，台灣亦于2011年4月16日回贈給中國大陸一對台灣長鬃山羊與台灣梅花鹿，而称之为两岸互赠保育类动物。兩頭大熊猫來自四川省臥龍自然保護區，其子嗣現居於臺北市立動物園，而台灣回赠的長鬃山羊與梅花鹿則於2011年4月16日送往山东省威海市森林公園。
熊猫赠台事件引起許多关注，也历经波折。自1988年起，臺灣民間團體和洪文棟等政治人物，致力於促成貓熊來臺，於1988到1991年三次向主管部門提出申請，皆遭到否決。
對台灣政府而言，輸入保育類動物需要符合瀕臨絕種野生動植物國際貿易公約「國與國輸入」規定，因此輸入熊貓受到各政黨的高度關注。另外，台灣動物園的技術、飼料和相關人員培訓，以及域外保育的爭議都成為熊貓輸入討論的關鍵因素。2005年陸方宣布將贈送大熊猫，北市動物園遂提出第四次申請案，農委會在2006年3月31日否決申請案，以「域外保育不合國際研究潮流」、「申請者之教育計劃及飼養貓熊之設備和人才訓練尚未成熟」為由拒絕，並表示若上述問題如能改善且取得保育團體支持之共識，則貓熊當可依規定輸入，出現了可能性。2008年5月馬英九政府執政後，正式支持將貓熊輸入至台灣；8月14日，貓熊被核准輸入台灣；12月23日，兩隻貓熊（“團團”與“圓圓”）依據中國瀕臨絕種野生動植物辦公室核發的「野生動植物進出口許可證明文件」抵達台灣。

## 熊貓資料
熊貓命名源自於2006年中國中央电视台春节联欢晚会的「大陸同胞向台灣同胞贈送大熊貓」投票，計獲得1億3,000萬觀眾的短信和電話投票。
| 中文名 | 性別 | 保護區編號               | 出生日期      | 逝世日期               | 簡介 |
| 團團   | 雄性 | 四川臥龍自然保護區第19號 | 2004年9月1日  | 2022年11月19日（18歲） | 本名華靈，外號小乖乖，父親是「靈靈」，母親是「海歸」熊貓「華美」。2022年10月底發現熊貓團團罹患肥胖細胞型星形膠質細胞瘤，11月19日醫療團隊研判其病況已不可逆，決定使用在麻醉中沉睡，13時48分病逝於台北市立動物園。 |
| 圓圓   | 雌性 | 四川臥龍自然保護區第16號 | 2004年8月30日 |                        | 本名友友，小名黃毛丫頭。父親是「琳琳」，母親是有「英雄母親」之稱的斷掌熊貓「雷雷」。 |
| 圓仔   | 雌性 | 無                       | 2013年7月6日  |                        | 小名仔仔，剛出生時乳名肉圓，後投票命名圓仔，父親是「團團」，母親是「圓圓」。 |
| 圓寶   | 雌性 | 無                       | 2020年6月28日 |                        | 乳名柔柔。父親是「團團」，母親是「圓圓」。 |

大熊貓在台灣的住所有四層，室內和室外面積約2,000平方米。因為熊貓怕熱不怕冷，所以所有房間都有恆溫的設計。臺灣方面在事前專程派員往四川，學習飼養熊貓之道。為保證熊貓能夠適應當地竹子的味道，所以工作人員會先放上从原產地四川進口的竹子，再逐漸將臺灣當地的竹子摻入其中，好讓團團圓圓適應。

## 贈送台灣經歷

### 第一次申请
1988年6月，中國動物園協會在理事會上通過關於大貓熊、金絲猴等針對動物出境展出相關規定，要求外國借展需要向「中國動物園協會」提出申請。借展大貓熊必須向中央政府批准，且必須以展覽替「中國動物園協會」籌募資金，提供物資與技術資助。另外，為確保動物健康，中华人民共和国每年會派出足夠的飼養員、技術員和獸醫。
同年8月，立委洪文棟計畫自北京動物園引進一對3歲的貓熊。農委會主任委員余玉賢指出若中國大陸贈送大貓熊給予臺灣民間團體，主管單位需從「是否符合國際公約」及「保育技術觀點」評估。因此在向國際保育團體尋求意見後表示若將僅供繁殖的大貓熊用於展示觀賞，臺灣將受到國際強烈指責；若是提供研究及復育，當時國內的飼養技術、環境及食料供應上仍不及標準。加上彼時臺灣的野生動物進口生態，有許多涉及非法走私的情況，不僅影響國際形象，亦恐受到禁運。在此國際背景下，第一次申請案因此於1988年12月8日遭農委會正式駁回。政治因素成為考量的關鍵因素，台灣如果有大熊貓，中國大陸人員能時不時來台進行調查及了解飼養狀況，可能造成政治上的困擾。

### 第二次申请
1989－1990年間共有兩件申請案，一則由臺北市立動物園通過上級單位臺北市政府教育局，向農委會申請輸入；另一則是中国奥林匹克委员会主席何振梁向中華青年體操代表隊團長詹德基提及送貓熊給中華奧會的意願，兩件申請案由農委會一併審查。由於台灣與大陸尚未無直接貿易和贈送動物的規定。鑒於瀕臨絕種野生動植物國際貿易公約相關規定，「動物園之友協會」同意透過轉口國核發「再輸出許可證」以讓貓熊順利來臺。
1989年4月，臺北動物園以「動物園之友協會」名義，積極邀請日本東京上野動物園飼育課大貓熊組組長中里龍二來訪，評估飼養貓熊的環境並獲得肯定。爾後立法院經濟、內政兩委員會舉行「貓熊來臺聽證會」，與會人員由傾向贊成貓熊來臺的經濟委員會邀請，討論最終偏向接受貓熊的共識。「貓熊來臺聽證會」結束後，中国野生动物保护协会 選定北京動物園貓熊「陵陵」與「樂樂」來臺，臺北市立動物園便著手通過臺北市教育局向農委會申請大貓熊輸入，此為第二次申請案。然而，農委會函請日本遭拒，香港轉口的機會也不高，因此申請證件無法補齊。
站在農委會的立場，大熊貓審查案必須以「是否符合國際公約」及「保育技術觀點」上考量。前者必須注意國際組織態度，後者則需要專家評估，農委會隨即邀請許多專家學者與會審查。審查過程中，兩位拒絕保育界學者認為不懂飼養技術因此並沒有資格審查，退出審查會。最終其餘人士在「樂見其成」的心態下，肯定台灣能飼養熊貓。此外，根據瀕臨絕種野生動植物國際貿易公約第三條第三項規定，「所列任何物種標本之輸入，應先經核准並提出輸入許可證及輸出或再輸出許可證」。若是要引進大熊貓，必須以「國對國」簽署出口證明書給台灣，但中华人民共和国方面態度強硬，因此可能會產生矮化台灣的問題，而這也是幾次申請案中的爭議點。
此時，因為臺灣與大陸尚無直接貿易及贈送動物的相關規定，需透過第三國（轉口國）政府核發「再輸出許可證」以讓貓熊順利來臺。然而農委會函請日本協助受到拒絕，香港協助轉口意願可能也不高，因此便打算將「大陸奧會擬贈中華奧會」貓熊， 以及「中國大陸林業部擬贈動物園之友協會」之申請案併案審查。行政院長李煥聽取政務委員張豐緒及農委會主任委員余玉賢的報告後，指示要慎重行事、以國家形象為考量、注意國際組織的反應。
然而，由於台湾根本沒有貓熊飼養專家，審查會中的動物、獸醫學者也只有三位，會議結論受到保育界質疑。另一方面，與會人士雖然認為飼養不是問題，但對繁殖貓熊則沒有信心。1990 年 8 月，行政院長郝柏村強調，在經濟發展後，生態保育必須受到重視，表示臺灣「不能成為國際上議論的對象」，便指示農委會及相關單位，根據國際生態保育的觀念和作法，儘快決議並向外宣佈申請案結果。最終農委會否決了第二次的大貓熊輸入申請案。最終，農委會否決1989－1990年的兩次大熊貓輸入申請案。

### 第三次申请
1991年3月，第三次大貓熊輸入申請案同樣由「動物園之友協會」提出，農委會表明「至少要有二隻公的及四隻母的貓熊，才有繁殖成功的可能」，此外也要在其他飼養環境、人力、財力都配合的情況下，才會同意貓熊來臺。最終，農委會以會以「臺北市立動物園尚未興建貓熊館」、「需四至六隻貓熊才適合做研究」及「須有第三國輸出入貓熊的特許證」等三項理由，再度否決申請案。
申請案受到三度否決後，中國海峽兩岸關係協會（簡稱海協）於 1993 年提出希望海基會促成一對非繁殖適齡的貓熊於同年 12 月赴臺巡迴展出。行政院大陸委員會（簡稱陸委會）副主委高孔廉則認為需謹慎評估貓熊飼養的技術問題。

### 第四次申請案及爭議
2004年起，「動物園之友協會」再次向中國大陸政府爭取貓熊來臺，與北京動物園積極洽談，希望以借展方式促使貓熊來臺。然而，大陸方面認為貓熊出借涉及政治因素，且當時臺灣政經情勢不穩，因此未能有所進展。2005年5月3日，在時任國民黨主席连战率領代表团结束访问中国大陆，亲民党主席宋楚瑜即将访中之際，受中央人民政府的委托，国务院台湾事务办公室主任陈云林宣布向台灣赠送两只大熊猫。該年10月，臺北市立動物園園方填妥文件提出申請案。
2006年1月6日，中华人民共和国國家林業局與國台辦皆舉行記者會，宣布已經遴選出兩頭貓熊贈予臺灣。農委會則對此表示，沒有臺灣核發的輸入許可證，大陸不能宣布送貓熊到臺灣。由中国野生动物保护协会组织委托中华人民共和国的各大媒体为两只赠送台灣大熊猫征集乳名。1月23日，在中央电视台春节联欢晚会上公布，團團、圆圆在网民投票中高票當選。
此時熊貓議題持續延燒，執政的民進黨表示熊貓已經成為政治工具，考慮到接受熊貓可能會矮化台灣國家地位，也可能會違反國際保育公約，反對熊貓來台。而在野的國民黨則以台北市長馬英九為首，積極促成大熊貓來台。

最終，農委會召開項目審查小組會議及座談會，開放民間團體參與。針對第四次的申請案，保育團體基於六點考量，認為貓熊暫不適合輸入臺灣：

1. 貓熊保育，應該以棲息地復育為主；
2. 野外貓熊數量未達到需要圈養的程度；
3. 臺灣人工飼養環境不及大陸好，且圈養貓熊都有刻板行為；
4. 圈養貓熊的成本過高；
5. 現已有太多貓熊生態研究，無需重複研究；
6. 贈送及圈養貓熊皆為負面的生命教育。

2006年3月31日，農委會否決申請案，以「域外保育不合國際研究潮流」、「申請者之教育計劃及飼養貓熊之設備和人才訓練尚未成熟」為由拒絕，表示若上述問題如能改善，且取得保育團體支持之共識，貓熊當可依規定輸入。

臺北市立動物園不服政府駁回的決議，因此向高等法院提出訴願。園方強調「域外保育」在物種絕種危機、控管圈養數量及野生動物保育數量，以及公共教育和研究等方面，具有重要性。另一方面，動物園認為農委會就本案之處理和其他同為CITES〈附錄一〉物種之輸入案有所不同，違反平等原則及行政先例。最終，臺北高等行政法院判決原告之訴駁回，直至國民黨再度執政後出現轉折。

### 第五次申请及熊猫来台
2008年3月22日，國民黨候選人馬英九當選中華民國第十二任總統。在第二天的記者會上，馬英九表示，歡迎大貓熊到臺灣居住。同年6月，臺北市立動物園向農委會提出第五次大貓熊輸入申請案。
農委會林務局於2008年8月14日召開「大貓熊專案審查小組」會議審查申請案，核准臺北市立動物園進口大貓熊，但宣稱因為「擔心委員受到不必要的壓力與干擾」，不願在會前透露專家小組的成員、人數與組成。此舉遭到民進黨團反對，但未獲正面響應。另外，審查小組的成員組成也遭到質疑，此次審查員僅有七人，除農委會代表一人以外，六位專家之研究專長和野生動物生態較為相關的僅有三位，比例明顯被刻意減少。另外此次申請並無邀請保育專家參與，政治操作的意味濃厚。由於中华人民共和国拒絕以公約之所謂「國對國」簽署出口證明書給臺灣，因此中央政府想方設法創造各種大貓熊來臺的方法，如「贈送模式」、「中藥進口模式」，以及隨陳雲林來臺的「包機走私模式」等。然而各種模式皆有損法治、生態保育、動物福利和生命教育，因而備受批評。實際上，依照「野生動物保育法」，以不符合規定的方式將大貓熊走私進入臺灣，政府有權以銷毀等方式處理。
2008年8月14日，大貓熊比照中藥模式被核准輸入台灣，正式完成鋪路；12月23日，大貓熊抵達台灣。

## 各方反應

### 民意調查
2006年1月16日，《聯合報》公佈民意調查，該調查中受訪的民眾有65%的民眾認為受贈熊貓與國家主權是兩回事，19%的民眾認為熊貓至台灣會對台灣主體性造成傷害；17%的民眾擔心台灣的氣候不適合熊貓居住，另外有56%的受訪民眾認為台灣有能力提供適當的居住環境給熊貓，27%的受訪民眾不表示意見；此外，約有70%的受訪民眾希望政府開放熊貓到台灣，14%的受訪民眾反對，另有16%的受訪民眾沒有意見。這次調查於2006年1月11日到1月13日晚間進行，以臺灣地區住宅電話為母體做尾數兩位的隨機抽樣，有1,116名成年臺灣民眾受訪，另外有743名民眾拒訪；在95%的信心水準下，抽樣誤差在正負2.9%以內。

### 台湾社會反應
2006年，台灣的木柵動物園提出申請，希望能爭取接收團團圓圓。政府以氣候和飼養、技術等問題拒絕熊貓來台。認為熊貓贈送違反保育組織域內保育的原則，認為應該優先把經費應該用在保育台灣本地動物、或在原居地照顧更多隻貓熊，故反對貓熊來台灣。
2006年3月31日，行政院農業委員會大猫熊案专案审查小组达成共识，无法发给大熊猫进入台湾的许可证。该共识称：“本小组认为，依野生动物保育法引进大猫熊以学术研究、教育为目的，以中國大陆及国际间对于圈养生理已經具研究成果，应加強转移至野外动物生态习性及棲息地保育之研究；目前展示及加强野生动物保育之教育计划不够具体；二家申请者饲养设备及医疗照护人才训练计划均未完成。为彰显动物的生命价值，今后宜配合当前国际保育主流价值，强调在地保育。是以，如相关问题能获得改善且取得保育团体支持之共识，当可依规定输入。但本次审查会经检视二家动物园申请文件，尚不符合上开条件，因此，现阶段无法依野生动物保育法施行细则第二十六条第二项规定发给供申请人向中国申请输出国之出口许可证之文件。”
2008年1月8日，中華民國政府以氣候和飼養技術問題再次拒絕六福村主題遊樂園申請批准2只大熊貓團團和圓圓入台。同年12月23日，大熊貓團團和圓圓入住台灣台北市立動物園。
2008年6月3日，原國臺辦主任陳雲林出任海協會會長，表示將在兩岸兩會會談中，討論大貓熊來臺的日程問題。6月下旬，郝龍斌赴上海訪問，其中的重要工作就是為臺北市立動物園爭取大貓熊和金絲猴。7月15日，行政院研究發展考核委員會（簡稱研考會）隨即進行「民眾對大陸貓熊來臺的看法」之電話民意調查，並且在一星期之後公佈結果「5成6民眾贊成大陸貓熊來臺，近3成1民眾認為貓熊來臺最佳時機是今年年底前」。保育團體對此批評道，「從問卷設計到公布時機等，政治操作非常明顯」。
- 民進黨管碧玲：接受貓熊就是承認台灣屬於中國，持續表示反對貓熊入境台灣的立場[22]。

- 民主進步黨立委始終認為中國大陸贈熊貓的舉動具有高度政治性，而藍委則籲勿泛政治化。例如「團團」、「圓圓」即隱含兩岸合一的統戰意味，甚至揶揄臺灣應回贈特有種獼猴，名稱訂為「台台」及「獨獨」[23]。
- 綠委一度發起有意為其另外命名，但最後並未實現[24]。

貓熊入園前台北市立動物園長葉傑生估計2009年入園人數可達600萬人，但該年實際入園人數僅達365萬人次，雖較前一年增加約39萬人次，但相對動物園每年必須編列3千萬元預算照顧，被台北市議員批評應檢討動物園資源分配。而原本規劃園內最大的餐飲區「團圓小棧」，也由於遊客不如預期，致使營業狀況冷清，業者不堪收入不足嚴重虧損，於2009年5月歇業。而2010年台北市立動物園參觀人次再降至280萬，2011年又降到271萬，2012年上升至296萬人，2013至2018年的入園人數分別為322萬、422萬、330萬、323萬、304萬、325萬，觀看的人潮原先估計的有相當距離

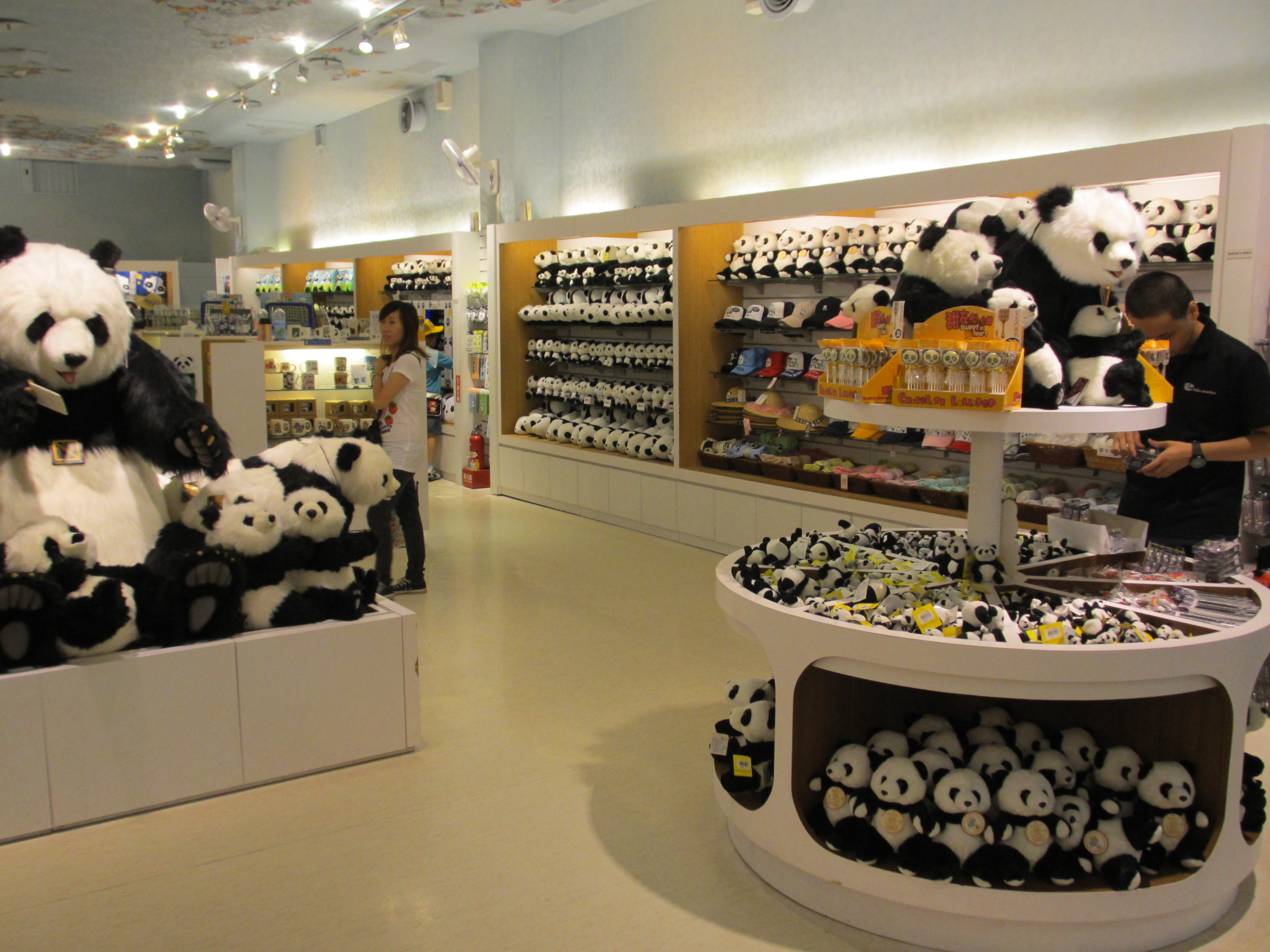
臺北市立動物園的熊貓商品販售區。

- 2014年1月22日，國立清華大學校長陳力俊，至台北市立動物園，頒發學生證給熊貓圓仔一家。

### 中国大陆社会回應
2006年中國大陆民众通过中央电视台春节联欢晚会「大陸同胞向台灣同胞贈送大熊貓」投票产生“团团”、“圆圆”为两头大熊猫命名。
國務院台灣事務辦公室在2006年2月8日表示，希望台湾当局不要从政治目的出发，人为地阻拦祖国大陆赠送台灣大熊猫。对广大台湾同胞作出的承诺，会负责任地、积极地、认真地去履行。大陆民众对台湾民进党以各种借口来所推搪大陆赠送的大熊猫，是小人所为，并感到非常失望，认为台湾作为发达地区绝对有条件饲养两頭大熊猫。
2008年12月23日， 中國媒体对大熊猫赠台过程进行全程跟进。

### 國際組織的表態
原則上，大熊貓屬CITES附錄的一瀕臨絕種物種，不可進行以商業為主要目的的進出口。進口國和出口國雙方均必須由主管機關核發許可；基於聯合國2758號決議，中華民國並不被聯合國承認，因此亦無法成為瀕臨絕種野生動植物國際貿易公約（又稱華盛頓公約，CITES）締約國，但兩岸進行貓熊移交時仍於某程度上倣效CITES模式。據報導，雙方核發的進出口許可文件上，進口地為台北市立動物園，出口地則為四川臥龍自然保護區管理局。但兩隻熊貓從四川省運抵台北市後，CITES秘書處稱公約將其視為「國內交易」，因此無需通報。
CITES秘書處發言人瓦斯蓋茲對中央社表示，公約遵循聯合國的政策，這項貓熊移交既屬「國內交易」，「應由北京和台北的相關當局決定應適用的程序和附隨動物的文件」。他說，國際交易於一般情況下也不必逐筆即時對秘書處通報，只須在每年底總結通報一次；至於國內交易則根本完全沒有通報的義務，因「CITES只規範國際交易」。
中國大陸與台灣之間的CITES物種貿易其實由來已久，許多常用的中藥材亦屬CITES物種，植物如人蔘屬的人蔘、西洋蔘、蘭科的白及、天麻、石斛、鎖陽屬的肉蓯蓉，沉香，動物如龜板，麝香等。但此次CITES秘書處的回應，仍於某程度上坐實了民進黨對於進口熊貓會矮化、損害臺灣主權的預言。

## 熊貓第二代
2013年7月6日20時5分，圆圆產下了1隻貓熊。幼仔性別為雌性，臺北市立動物園确定名字為「圓仔」，經公眾投選命名選出此名。熊猫宝宝在2014年1月6日与公众见面，留在臺灣不送回中國大陸，計劃在可繁殖下一代時，參與國際間交換計劃，將與其他擁有熊貓的動物園配對繁殖。
2020年6月28日13時53分，圆圆再度產下了1隻雌性貓熊，臺北市立動物園經過公眾投票确定名字為「圓寶」。

## 外部連結
- 臺北市立動物園保育網（页面存档备份，存于）（繁體中文）